# Communauté de communes Ardenne rives de Meuse
La communauté de communes Ardenne rives de Meuse  (CCARM) est une communauté de communes française, située dans le département des Ardennes et la région Grand Est.

## Historique

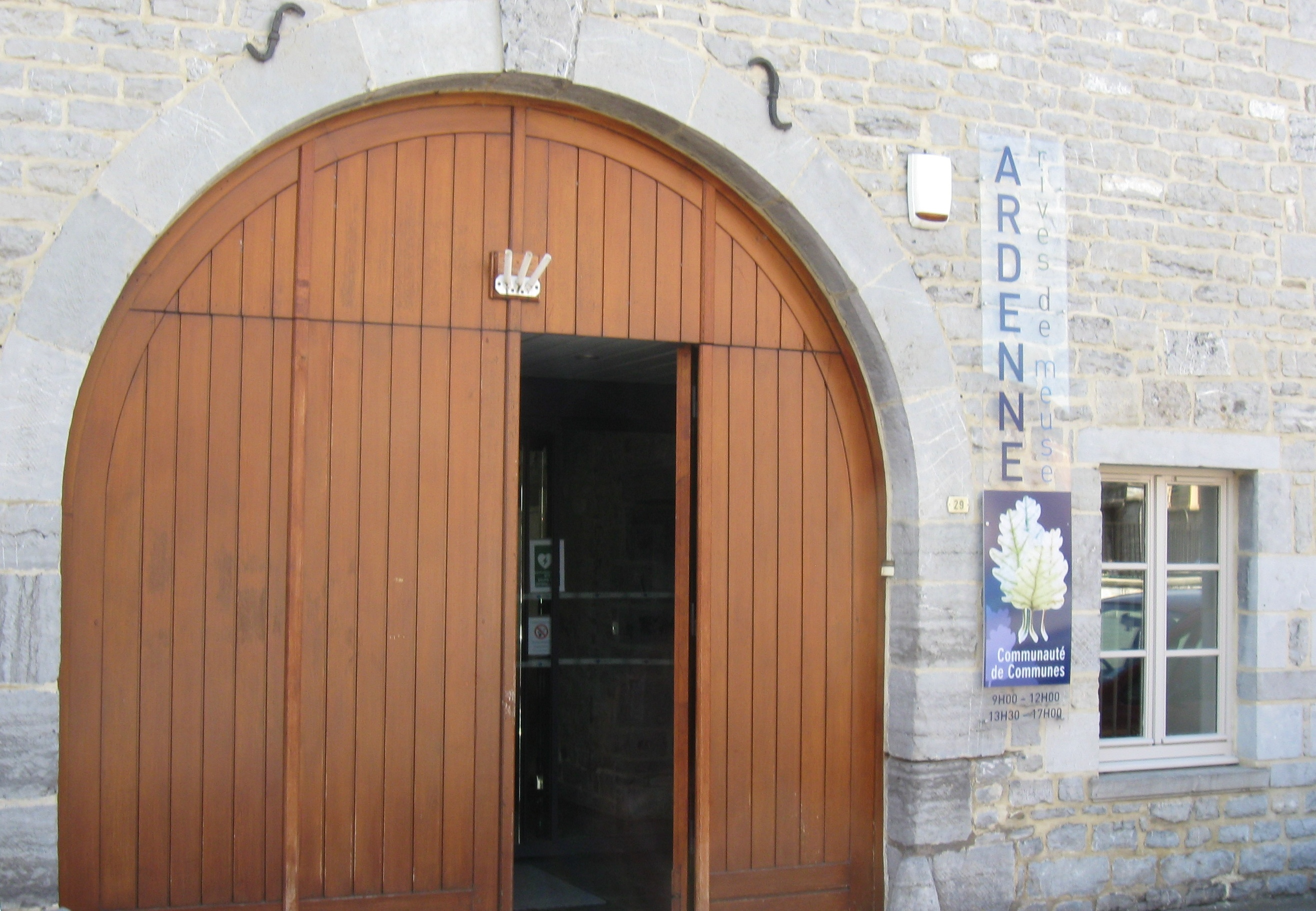
Maison de la Communauté, 29 rue Méhul.

La communauté de communes succède au District de la Basse-Meuse, créé le 1er janvier 1988  qui avait pour objectif de garantir le remboursement des dettes contractées par les communes d'accueil de la centrale nucléaire de Chooz et répartir les retombées fiscales de cette entreprise.
Depuis, l'intercommunalité a été doté de compétences nouvelles, soit en application de lois nouvelles, soit par la décision des communes membres.
Le 11 août 1991, le District de la Basse-Meuse prend le nom de District de la Région de Chooz.
Ce district s'est transformé en communauté de communes le 1er janvier 2002 sous le nom de communauté de Communes de la Région de Chooz, par un arrêté préfectoral du 20 décembre 2001, conformément à la Loi n°99-586 du 12 juillet 1999 relative au renforcement et à la simplification de la coopération intercommunale (dite "Loi Chevènement"), qui l'obligeait à le faire, en supprimant les Districts au 31 décembre 2001 et au plus tard. 
Le 1er août 2004, l'intercommunalité prend sa dénomination actuelle de communauté de communes Ardenne rives de Meuse.
Après une hypothèse abandonnée de fusion de la CCARM au sein d’une communauté de communes beaucoup plus importante qui aurait regroupé cinquante communes et environ 57 000 habitants, sur tout le nord des Ardennes, l'intercommunalité est maintenue et intègre le 1er janvier 2014, les communes de Revin  et d'Anchamps,.

## Territoire communautaire

### Géographie
La communauté de communes occupe un petit territoire  semi-rural, comprenanant des  pôles  de  concentration  autour  de  Givet, Vireux-Wallerand/Vireux-Molhain, Fumay/Haybes et Revin, que l'on appelle communément pointe de Givet, limitrophe de la Belgique, baigné par la Meuse et marqué par la présence de la centrale nucléaire de Chooz.
Il regroupe les communes qui faisaient partie des anciens cantons de Revin, Fumay et de Givet. À l'exception de la commune d'Anchamps, ces communes relèvent toutes du domaine linguistique wallon.
Les liaisons  principales  sont  l'ancienne route nationale 51 (actuelle RD  8051), la  voie  ferrée  Charleville-Givet,  le fleuve  la Meuse  et  la  liaison  Trans’Ardenne  (voie  verte).

### Composition
La communauté de communes est composée des 19 communes suivantes :

| Nom                | Code Insee | Gentilé          | Superficie (km2) | Population (dernière pop. légale) | Densité (hab./km2) |
| ------------------ | ---------- | ---------------- | ---------------- | --------------------------------- | ------------------ |
| Givet (siège)      | 08190      | Givetois         | 18,41            | 6 356 (2022)                      | 345                |
| Anchamps           | 08011      |                  | 2,26             | 215 (2022)                        | 95                 |
| Aubrives           | 08028      | Aubrivois        | 10,73            | 984 (2022)                        | 92                 |
| Charnois           | 08106      | Charnoisiens     | 5,61             | 72 (2022)                         | 13                 |
| Chooz              | 08122      | Calcéens         | 13,08            | 792 (2022)                        | 61                 |
| Fépin              | 08166      | Fépinois         | 5,79             | 236 (2022)                        | 41                 |
| Foisches           | 08175      |                  | 4,65             | 254 (2022)                        | 55                 |
| Fromelennes        | 08183      | Fromelennois     | 7,17             | 1 038 (2022)                      | 145                |
| Fumay              | 08185      | Fumaciens        | 37,56            | 3 118 (2022)                      | 83                 |
| Ham-sur-Meuse      | 08207      |                  | 6,19             | 226 (2022)                        | 37                 |
| Hargnies           | 08214      | Hargniesiens     | 42,24            | 453 (2022)                        | 11                 |
| Haybes             | 08222      | Haybois          | 28,05            | 1 806 (2022)                      | 64                 |
| Hierges            | 08226      | Hiergeois        | 4,05             | 164 (2022)                        | 40                 |
| Landrichamps       | 08247      | Landrichampenois | 4,72             | 129 (2022)                        | 27                 |
| Montigny-sur-Meuse | 08304      |                  | 8,1              | 77 (2022)                         | 9,5                |
| Rancennes          | 08353      | Rancennois       | 6,5              | 707 (2022)                        | 109                |
| Revin              | 08363      | Revinois         | 38,42            | 5 795 (2022)                      | 151                |
| Vireux-Molhain     | 08486      | Viroquois        | 8,29             | 1 482 (2022)                      | 179                |
| Vireux-Wallerand   | 08487      | Viroquois        | 21,07            | 1 849 (2022)                      | 88                 |

### Démographie
| 1968   | 1975   | 1982   | 1990   | 1999   | 2007   | 2012   | 2017   |
| ------ | ------ | ------ | ------ | ------ | ------ | ------ | ------ |
| 38 474 | 37 697 | 35 783 | 34 724 | 32 616 | 29 573 | 28 296 | 27 117 |

### Environnement
Dans le cadre du SRADDET du Grand Est, ATMO Grand Est tient à jour les statistiques énergétiques de tous les EPCI régionaux. Aussi pouvons-nous représenter l’énergie finale consommée sur le territoire annuellement par secteur, ou par source, pour l’année 2017. Cette énergie finale annuelle correspond à 26,3 MWh par habitant.
| -                 | GWh par an |
| ----------------- | ---------- |
| Industrie         | 195        |
| Résidentiel       | 310        |
| Tertiaire         | 96         |
| Transport routier | 101        |
| Autres transports | 6          |

| -                                    | GWh par an |
| ------------------------------------ | ---------- |
| Électricité                          | 222        |
| Gaz naturel et produits pétroliers   | 378        |
| Combustible solide                   | 13         |
| Bois-énergie                         | 70         |
| Autres EnR (PAC, solaire thermique…) | 23         |
| Réseau de chaleur                    | 5          |

La production d’énergie renouvelable (EnR) du territoire apparaît dans le tableau suivant, toujours pour l’année 2017 :
| -                     | GWh par an |
| --------------------- | ---------- |
| Bois énergie          | 166        |
| Hydraulique           | 9          |
| Pompe à chaleur (PAC) | 15         |

Une électricité non renouvelable est produite à hauteur de 15,8 TWh/an. La chaleur fatale correspond approximativement au double de cette valeur et n’alimente aucun réseau de chaleur. D'aucuns voudraient voir cette chaleur utilisée,.

## Organisation

### Siège
Le siège de la structure est situé Maison de la Communauté, 29 rue Méhul, 08600 Givet.

### Élus
La communauté de communes est administrée par son conseil communautaire, composé, pour la mandature 2020-2026, de 44  conseillers municipaux représentant chacune des 19  communes membres et répartis en fonction de leur population de la manière suivante :

- 10 délégués pour Givet ;

- 9 délégués pour Revin ;

- 5 délégués pour Fumay ;

- 3 délégués pour Vireux-Wallerand ;

- 2 délégués pour Haybes et Vireux-Molhain ; 

- 1 délégué ou son suppléant pour les autres communes.
Au terme des élections municipales de 2020 dans les Ardennes, le conseil communautaire restructuré a réélu son président, Bernard Dekens, maire de Vireux-Wallerand, face au maire de Fromelennes, Pascal Gillaux, par  33 voix, 8 pour Pascal Gillaux et 3 votes blancs, ainsi que ses 13 vice-présidents.

### Liste des présidents
| Période | Période                       | Identité        | Étiquette | Qualité |
| ------- | ----------------------------- | --------------- | --------- | --- |
| 1988    | 1995                          | Pierre Tassin   | RPR       | Maire de Givet (1982 → 1995) Conseiller général de Givet (1982 → 1996)                                                     |
| 1995    | 2001                          | Georges Daumal  |           | Maire de Landrichamps (1966 → 2001)                                                                                        |
| 2001    | 2008                          | Marcel Vigneron |           | Maire de Rancennes (1995 → 2012)                                                                                           |
| 2008    | En cours (au 28 juillet 2020) | Bernard Dekens  | LR        | Pharmacien Maire de Vireux-Wallerand Conseiller régional de Champagne-Ardenne (2010 → 2015) Réélu pour le mandat 2020-2026 |

### Compétences
L'intercommunalité exerce les compétences qui lui ont été transférées par les communes membres, dans les conditions définies par le code général des collectivités territoriales. Il s'agit de : 
- Développement économique intéressant l’ensemble de la Communauté ;
- Aménagement de l’espace :  schéma de cohérance territoriale (SCoT), plan local d'urbanisme, carte *  Collecte et traitement des déchets des ménages et déchets ;
- Aires d’accueil des gens du voyage ;
- Gestion des milieux aquatiques et prévention des inondations (GEMAPD) (depuis le 01/01/2018) ;
- Assainissement (depuis le 01/01/2020) ;
- Eau (depuis le 01/01/2020) ;
- Politique du logement et du cadre de vie ;
- Équipements culturels et sportifs d’intérêt communautaire, et équipements de l’enseignement préélémentaire d’intérêt communautaire ;
- Protection et mise en valeur de l’environnement et soutien aux actions de maîtrise de la demande d’énergie ;
- Action sociale d’intérêt communautaire ;
- Maisons de services au public (MSAP) ;
- Gestion des réémetteurs de télévision ;
- Communications électroniques.

### Régime fiscal et budget
La communauté de communes est un établissement public de coopération intercommunale à fiscalité propre.
Afin de financer l'exercice de ses compétences, la communauté de communes perçoit une fiscalité additionnelle aux impôts locaux des communes, avec fiscalité professionnelle de zone (FPZ ) et sans fiscalité professionnelle sur les éoliennes (FPE), et collecte également la taxe de séjour.
Elle verse une dotation de solidarité communautaire (DSC) à ses communes membres.

## Projets et réalisations
Conformément aux dispositions légales, une communauté de communes a pour objet d'associer des « communes au sein d'un espace de solidarité, en vue de l'élaboration d'un projet commun de développement et d'aménagement de l'espace ».
Le 10 février 2009, la CCARM a signé avec l’État, le département des Ardennes et la commune de Givet, le contrat de redynamisation de site de défense de Givet à la suite de la fermeture du centre d’entraînement commando en 2009. Ce contrat prévoyait des financements pour des mesures en faveur du développement économique, du tourisme et des services sur le territoire 
communautaire, qui a permis la réalisation d'une voie de liaison entre le port de Givet et le parc d’activités communautaire de Givet, a contribué à une opération de restructuration de l’artisanat et du commerce par le biais de financement de chèques cadeaux utilisables dans 
des entreprises artisanales et commerciales et l’acquisition d’un bateau restaurant, dans le cadre du développement du tourisme 
fluvial.